# 山﨑丈路
山﨑 丈路（やまさき たける、1993年9月2日 - ）は、大分県大分市出身のアメリカンフットボール選手。Xリーグのオービックシーガルズに所属している。ポジションはプレースキッカー（K）とパンター（P）。

## 経歴
大分上野丘高校時代まではサッカー選手だった。一浪して入学した大阪大学にてアメリカンフットボールを始める。4年次に関西2部最優秀キッカーに選出される。2017年にエレコム神戸ファイニーズに入団し、2020年にオービックシーガルズに移籍。2019年にパンターとして、2020年にキッカーとしてオールXリーグに選出される。2021年4月15日、2021CFLグローバルドラフトにてCFLのBCライオンズから3巡19位で指名を受け、入団。開幕ロースター入りを果たし、8月7日のサスカチュワン・ラフライダーズ戦（開幕戦）にて、前日に初出場を果たした丸尾玲寿里に続く日本人2人目のCFL試合出場を先発出場で果たし、2本のFGを成功させるなど、9点をマークした。しかし、8月15日にリリースされ、フリーエージェントとなった。

## 人物
実父は大分県自転車競技連盟常務理事。名前の由来は日本武尊。